# Allocyclosa
Allocyclosa là một chi nhện trong họ Araneidae.